# Archibald Campbell (1. markiz Argyll)

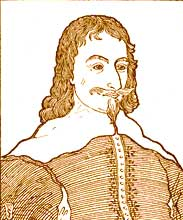
Archibald Campbell

Archibald Campbell, Pierwszy Markiz Argyll, 8. Hrabia Argyll; przywódca szkockiego klanu Campbell, (ur. 1607, zm. 27 maja 1661) – faktyczny szef rządu szkockiego (przez większość okresu tzw. wojny trzech królestw (jednej z serii angielskich wojen domowych)). Campbell był najbardziej wpływową postacią w ruchu Coventanter, który podczas angielskiej wojny domowej w latach 40. i 50. XVII w. walczył w obronie wyznania prezbiteriańskiego oraz szeroko pojętych interesów Szkocji.

## Rodowód i młodość
Archibald Campbell był pierworodnym synem Archibalda Campbella, 7. Hrabiego Argyll, oraz jego pierwszej żony, Agnes Douglas – córki Williama Douglasa, 6. Hrabiego Morton. Kształcił się na Uniwersytecie św. Andrzeja, na który 15 stycznia 1622 r. zdał egzamin wstępny. We wczesnym wieku, jako Lord Lorne, otrzymał posiadłość we włościach Argyll, gdy jego ojciec wyrzekł się protestantyzmu i zaciągnął się do armii Filipa III Habsburga, króla Hiszpanii i Portugalii. Campbell przejął niemal absolutną władzę nad klanem, dysponując siłami 20 tys. ludzi. W ten sposób stał się najpotężniejszym możnowładcą w całym królestwie.

## Działalność w ruchu Covenanter
W chwili wybuchu konfliktu na tle religijnym pomiędzy królem Anglii Karolem I Stuartem a możnowładcami szkockimi w roku 1637, monarcha zabiegał o wsparcie Campbella. W roku 1628 został on doradcą królewskim. W roku 1638 król wezwał go, razem z Traquairem i Roxburghiem do Londynu. Campbell nie dał się przekonać do poglądów króla. Ostrzegł Karola I, by zrezygnował ze swojej despotycznej polityki religijnej. Ponadto Campbell przyznał się do niechęci wobec Williama Lauda, arcybiskupa Canterbury. W rezultacie, tajna komisja zleciła hrabiemu Antrim, by podbił hrabstwo Argyll i podburzył klan MacDonaldów przeciwko Campbellowi. Archibald Campbell odziedziczył tytuł hrabiego Argyll po śmierci swego ojca w 1638 r. Chociaż w młodości nie wykazywał skłonności ku prezbiterianizmowi, aktualnie udzielił zdecydowanego poparcia ruchowi Covenanter. Swoją decyzję motywował chęcią obrony narodowych swobód i religii. Po rozwiązaniu Kościoła Szkocji przez markiza Hamiltona i likwidacji episkopatu, hrabia Argyll nadal uczestniczył w spotkaniach Zgromadzenia Generalnego Kościoła Szkocji. W roku 1639 wysłał do arcybiskupa Lauda, a później – do króla, oświadczenie w obronie Zgromadzenia Generalnego. Campbell zmobilizował swoich żołnierzy i opanował należący do Hamiltona zamek Brodick na wyspie Arran. Po pacyfikacji zamieszek w Berwick-upon-Tweed, Campell wykonał ruch polityczny przeciwko Jamesowi Grahamowi, 1. Markizowi Montrose, wskutek którego przywilej mianowania tzw. Lordów Artykułów (członków komitetu wchodzącego w skład szkockiego parlamentu) przeszedł z rąk królewskich w ręce trzech stanów społeczeństwa: prałatów, lairdów (dziedziców ziemskich) oraz delegatów miast królewskich. Czyn ten wprowadził do szkockiego systemu prawnego istotną innowację, która scedowała zarządzanie sprawami publicznymi spod kompetencji króla na samorządny organ reprezentacyjny. Dokonana przez króla próba pozbawienia Campbella jurysdykcji w hrabstwie Argyll nie powiodła się. W maju 1640r, gdy król Karol I domagał się przełożenia obrad parlamentu, Argyll stwierdził publicznie, że ciało ustawodawcze powinno kontynuować swoje posiedzenia i że niezawisłość rządu oraz bezpieczeństwo królestwa powinno być zabezpieczone przez komitet trzech stanów, których Campbell był przewodnikiem duchowym.
W czerwcu 1640 r. zlecono mu rozprawienie się z rojalistami w regionach Atholl oraz Angus (Szkocja) (tzw. pełnomocnictwo ognia i miecza). Campbell pojmał hrabiego Atholl i okrutnie go ukarał za podżeganie do rebelii.
W ramach walki przeciwko rojalistom, Argyll spalił posiadłość hrabiego Montrose w Airlie. Przed tym incydentem, osobista niechęć i różnice zdań pomiędzy Montrose'em i Argyllem stopniowo prowadziły do otwartego konfliktu. Pierwszy z nich planował oskarżenie Argylla przed parlamentem o zdradę stanu podczas zbliżającej się wizyty króla Karola I w Szkocji. Jednak spisek został zdemaskowany, a Montrose'a i innych uczestników konspiracji uwięziono. Król, podczas swojej wizyty, zdał sobie sprawę, że został pozbawiony resztek wpływów i władzy w hrabstwie Argyll. Karolowi pozostało w gestii uczynienie ustępstw i przyznanie przywilejów. Król przekazał kompetencje sądownicze i polityczne parlamentowi. Poza tym w roku 1641 nadał Argyllowi tytuł markiza. W międzyczasie dokonano nieudanej próby porwania Argylla, Hamiltona i Lanarka. Argyll odegrał znaczącą rolę w czasie tego kryzysu, utrzymując lojalność partii narodowej i uzyskując porozumienie z tzw. Długim Parlamentem w roku 1643.

## Angielsko-szkocka wojna domowa
W styczniu 1644 r. Campbell towarzyszył szkockiej armii w Anglii w charakterze członka komitetu obydwu królestw. Stał na czele oddziału kawalerii, ale wkrótce – w marcu – został zmuszony do stłumienia buntu rojalistów i do ochrony własnych terytoriów. W kwietniu zmusił Huntly'ego do odwrotu. W lipcu sprowokował do walki irlandzkich żołnierzy, którzy zawinęli do portów w Argyll. Irlandczycy wchodzili w skład walczących po stronie szkockich rojalistów sił pod zwierzchnictwem hrabiego Montrose. Campbellowi Nie udało się jednak ani osiągnąć przewagi nad przeciwnikiem, ani nawet związać ich bitwą. Argyll wkrótce wrócił do Edynburga, zrzekł się swoich pełnomocnictw, a następnie osiadł w zamku Inveraray. W grudniu Montrose niespodziewanie ruszył za nim w pościg, zmuszając go do ucieczki do Roseneath i pustosząc jego terytoria. 2 lutego 1645r, gdy Montrose wypierał Argylla na północ, zaskoczył go pod Inverlochy. Campbell, ze swojej łodzi na jeziorze, obserwował mrożącą krew w żyłach rzeź swoich żołnierzy, wśród których znajdowało się 1500 członków klanu Campbellów. Argyll dotarł do Edynburga 12 lutego i ponownie (15 sierpnia) mógł podziwiać wielkie zwycięstwo Montrose'a pod Kilsyth. Wkrótce jednak szala zwycięstwa przechyliła się na stronę Campbella. 12 września jego zagorzały przeciwnik poniósł druzgocącą porażkę pod Philiphaugh. W roku 1646 Campbell prowadził negocjację z królem w Newcastle – po kapitulacji Karola I przed armią szkocką. Starał się przekonać króla do akceptacji nowych postulatów, postawionych przez parlament. 7 lutego 1646 r. przyjęto go do Zgromadzenia Duchowieństwa.
Do tej pory Argyll wykazywał się umiejętnościami administracyjnymi. Swobody narodowe oraz odrębność religijna Szkocji zostały obronione i zagwarantowane. Królewskie wpływy w Szkocji ograniczono do minimum. Dodatkowo, wymienione przywileje zyskały zabezpieczenie dzięki sojuszowi Szkocji z angielską opozycją oraz dzięki triumfowi parlamentu i prezbiterianizmu w sąsiednim królestwie. Niemniej jednak potęga Argylla nie miała szans przetrwać rozłamu w sojuszu dwóch narodów, na którym opierała się cała jego polityka. Na próżno sprzeciwiał się on tajnemu porozumieniu pomiędzy królem a Szkotami, skierowanemu przeciw parlamentowi.
Hamilton, prowadzący marsz na Anglię, został pokonany przez Olivera Cromwella pod Preston. Argyll, wymknąwszy się z zasadzki podczas bitwy o Stirling (1648), przyłączył się do stronnictwa wigów w Edynburgu i z pomocą Johna Campbella, 1. hrabiego Loudounu oraz Alexandra Lesliego, 1. hrabiego Leven, utworzył nowy rząd, którego przedstawiciele spotkali się z Oliverem Cromwellem 4 października.

## Wojna przeciw angielskiemu parlamentowi i osobista porażka Campbella
Sojusz rozpadł się nagle po egzekucji króla Karola I 30 stycznia 1649 r. Śmierć króla wywołała falę zamieszek w Szkocji. Argyll stracił kontrolę nad polityką narodową.
Razem ze stronnictwem Covenanter zaprosił nowego króla, Karola II do Szkocji. Podczas wizyty w Szkocji, Karol II podpisał pakt i potępił Montrose'a. Argyll pozostał przy władzy.
Argyll zamierzał wydać swoją córkę za mąż za króla. 1 stycznia 1651 r. koronował go na króla Szkocji w Scone. Jednak jego władza zmalała na rzec partii Hamiltona.
Argyll stanowczo sprzeciwiał się ekspedycji przeciw Anglii, jednak nie mógł jej zapobiec. Wskutek nieudanej interwencji spadło znaczenie Szkocji. Argyll przebywał w zamku Inveraray przez prawie rok, odseparowany od życia politycznego. Przystąpienie Szkocji do rządzonej przez Cromwella Wspólnoty Angielsko-Szkockiej stanowiło jego osobistą klęskę. Nie sprawdziła się jego polityka. Ponadto całkowicie stracił władzę. Wpadł w ogromne zadłużenie. Oprócz tego jego stosunki z najstarszym synem były do tego stopnia napięte, że musiał on zatrudnić osobisty garnizon do ochrony swojej posiadłości.

## Schyłek życia oraz działalność literacka
W czasie wizyty u księcia George'a Moncka w roku 1654, Argyll doznał zniewagi ze strony swoich kredytodawców, którzy nie mogli doprosić się spłaty długów. Podczas pobytu w Londynie we wrześniu 1655 r. został aresztowany za długi, lecz wkrótce go zwolniono. W parlamencie pod laską Richarda Cromwella w 1659r, Argyll zasiadał jako przedstawiciel hrabstwa Aberdeen.
W okresie restauracji monarchii, w roku 1660 pojawił się w rezydencji Whitehall w Londynie, lecz niemal natychmiast został aresztowany na rozkaz Karola II i osadzony w twierdzy Tower. Następnie odesłano go Edynburgu, gdzie stanął przed sądem za zdradę stanu. W związku z komplikacjami, które wynikły po śmierci Karola, Campbell został uniewinniony. Zdawałoby się, że uda mu się uniknąć kary, jednak plik listów przesłanych przez Argylla do Moncka ostatecznie udowodnił współpracę Argylla z rządem Cromwella, szczególnie jego udział w tłumieniu powstania rojalistów Glenairna w roku 1652. Wkrótce skazano go na śmierć. Egzekucję, poprzez ścięcie, wykonano 27 maja 1661r – jeszcze zanim król podpisał wyrok śmierci. Jego głowę zatknięto na ostrzu tej samej dzidy (wystawionym w kierunku zachodniego krańca Tolbooth) na którym wcześniej wyeksponowano głowę hrabiego Montrose. Zwłoki wrzucono do jeziora Holy Loch. W kościele św. Idziego w Edynburgu wzniesiono w roku 1895 pomnik na cześć Argylla.
W czasie pobytu w londyńskiej twierdzy Tower napisał on Instrukcje dla Syna (1661). Niektóre z jego przemówień zostały wydrukowane i opublikowane w zbiorze Harleian Miscellany.
Markiz Argyll był żonaty z Lady Margaret Douglas. Miał dwóch synów i cztery córki.